# أندرو نايت
أندرو نايت (بالإنجليزية: Andrew Knight)‏ هو كاتب سيناريو ومنتج تلفزيوني أسترالي، ولد في 29 سبتمبر 1953 في ملبورن في أستراليا.

## وصلات خارجية
- أندرو نايت على موقع IMDb (الإنجليزية)
- أندرو نايت على موقع ألو سيني (الفرنسية)
- أندرو نايت على موقع أول موفي (الإنجليزية)
- أندرو نايت على موقع قاعدة بيانات الأفلام السويدية (السويدية)
- أندرو نايت على موقع قاعدة بيانات الفيلم (الإنجليزية)
- أندرو نايت على موقع كينوبويسك (الروسية)